# Néel-hőmérséklet

Antiferromágneses rendeződés

Néel-hőmérsékletnek (TN) nevezik azt a hőmérsékletet, amely felett az antiferromágneses anyagok hevítés hatására paramágnesessé válnak, ugyanis a hőmérséklet növelésével a hőenergia szétrombolja az anyag mágneses rendezettségét. A jelenség reverzibilis. Ez termodinamikai szempontból másodrendű fázisátalakulás, azaz folyamatos, és nem jár hőhatással. Az ennek megfelelő fázisátalakulás a ferromágneses anyagoknál a Curie-hőmérsékleten játszódik le.

## Felfedezése
|       | TN    |
| ----- | ----- |
| MnO   | 116 K |
| MnS   | 160 K |
| MnTe  | 307 K |
| MnF2  | 67 K  |
| FeF2  | 79 K  |
| FeCl2 | 24 K  |
| FeO   | 198 K |
| CoCl2 | 25 K  |
| CoO   | 291 K |
| NiCl2 | 50 K  |
| NiO   | 525 K |

A jelenséget Louis Néel francia fizikusról nevezték el, aki fizikai Nobel-díjat kapott az „antiferromágnességre és ferromágnességre vonatkozó alapvető munkájáért és felfedezéseiért, amelyek jelentős alkalmazásokhoz vezettek a szilárdtestfizika területén.”
|             | TN          |
| ----------- | ----------- |
| króm        | 308 K       |
| szamárium   | 14 K 14.8 K |
| holmium     | 132 K       |
| terbium     | 230 K       |
| diszprózium | 179 K       |
| erbium      | 85 K        |
| túlium      | 58 K        |

## Néel-hőmérséklettel kapcsolatos fogalmak, jelenségek és alkalmazások
A mágneses szuszceptibilitás {\displaystyle \chi } a hőmérséklet függvényében növekszik, majd a Néel-hőmérsékleten eléri a maximumát. Ezt meghaladva a paramágneses tartományban a Curie–Weiss-törvény szerint ismét csökkenni kezd: 
{\displaystyle \chi ={\frac {C}{T+\Theta }}}
ahol C, {\displaystyle \Theta } anyagspecifikus állandók.